# Nishiaizu
Nishiaizu (西会津町 Nishiaizu-machi?) es un municipio situado en el distrito de Yama, en la prefectura de Fukushima, Japón. Tiene una población estimada, en 2023, de 5315 habitantes.
Su área total es de 298.18 km².

## Geografía

### Municipios adyacentes
- Prefectura de Fukushima
  - Kitakata
  - Yanaizu
  - Aizubange
  - Kaneyama
- Prefectura de Niigata
  - Aga

## Demografía
Según datos del censo japonés, la población de Nishiaizu ha disminuido en los últimos años.
| Año del censo | Población |
| ------------- | --------- |
| 1995          | 9845      |
| 2000          | 9075      |
| 2005          | 8237      |
| 2010          | 7366      |
| 2015          | 6582      |
| 2023 (est.)   | 5315      |